# Shrirampur (Rural)
Shrirampur(Rural) é uma vila no distrito de Ahmadnagar, no estado indiano de Maharashtra.

## Demografia
Segundo o censo de 2001, Shrirampur(Rural) tinha uma população de 7510 habitantes. Os indivíduos do sexo masculino constituem 51% da população e os do sexo feminino 49%. Shrirampur(Rural) tem uma taxa de literacia de 69%, superior à média nacional de 59.5%: a literacia no sexo masculino é de 79% e no sexo feminino é de 59%. Em Shrirampur(Rural), 12% da população está abaixo dos 6 anos de idade.